# عفش (حلب)
عفش قرية سوريّة تتبع إداريّاً لمحافظة حلب منطقة دير حافر ناحية كويرس شرقي، بلغ تعداد سكانها 234 نسمة حسب التعداد السكاني لعام 2004.